# Paraflabellina rubromaxilla
Paraflabellina rubromaxilla is een slakkensoort uit de familie van de Flabellinidae. De wetenschappelijke naam van de soort werd voor het eerst geldig gepubliceerd in 2015 door Edmunds als Flabellina rubromaxilla.